# 女王公園
女王公園（英語：Queen's Park）是倫敦西北部的一個民政教区和区域名，位於布倫特倫敦自治市和西敏市之間。女王公園自1875年開始發展，地名來自於維多利亞女王。倫敦地鐵女王公園站位於這裡。